# 櫻井敦司
櫻井 敦司（さくらい あつし、1966年3月7日 - 2023年10月19日）は、日本のミュージシャンで、ロックバンド・BUCK-TICKのボーカリスト。群馬県藤岡市出身。
1993年ごろまでは新字体で「桜井敦司」、または「ATSUSHI」と表記されていた。ただし旧字体の使用に制限がある一部メディアでは、引き続き新字体に修正して表記される。
愛称は「あっちゃん」や「魔王」。身長177cm。血液型はO型。
BUCK-TICKの所属事務所である有限会社バンカーの二代目代表取締役を務めた。既婚。芥川賞作家の遠野遥は長男。

## 生涯
- 1984年、BUCK-TICKの前身バンドである「非難GO-GO」を結成。その後、バンド名を「BUCK-TICK」に改名。
- 1987年9月21日、InvitationよりBUCK-TICKのボーカリストとしてメジャーデビュー。
- 1989年4月21日、バンドメンバーの今井寿がLSD使用による麻薬取締法（現「麻薬及び向精神薬取締法」）違反で逮捕されたことにより、バンドメンバー全員が半年間の謹慎処分を受ける。同年12月29日、東京ドームにて行われたライブ『バクチク現象』で復帰。
- 1991年、スタイリストの一般女性と結婚を発表。長男（のちの遠野遥）が生まれるが、1年後の1992年に離婚した。親権は妻が取る。
- 1996年、撮影のため訪れていたネパールにて急性腹膜炎を発症。即帰国、及び即入院を与儀なくされ、予定していたツアー『CHAOS After dark』を延期する。復帰後のライブでは「改造されて帰ってきました」というMCも飛び出している。
- 2001年、今井寿、PIGのレイモンド・ワッツ、KMFDMのサシャ・コニエツコと共にインダストリアルバンド「SCHWEIN」を結成。
- 2004年、デビュー17年目にして初となる本格的なソロ活動を行い、シングル3枚、アルバム1枚をリリース。7月21日、22日にNHKホールで初のソロライブ『-EXPLOSION- 愛の惑星 Live 2004』を開催した。同年、一般女性と再婚したことを発表。BUCK-TICKの公式サイト上にて「櫻井敦司は結婚しました。二人を取り巻くすべてのものに感謝と愛をこめて…これからも宜しくお願いします」というメッセージを掲載。相手についての詳細は不明。
- 2015年、10年ぶりのソロ活動としてソロプロジェクト「THE MORTAL」を始動。映画『ウーマン・イン・ブラック2 死の天使』へ楽曲「MORTAL」を提供[4]。
- 2018年、愛知県名古屋市にゆかりのある著名人が多数出演する映画『猫企画』に声優として特別出演。
- 同年12月9日、消化管出血を発症[5]。全国ツアー『TOUR No.0 - Guernican Moon -』のうち4公演が翌2019年3月～5月に延期された。
- 2019年5月31日、ミュージックステーションに椎名林檎と共に出演、「駆け落ち者」を披露した。BUCK-TICKも含めると同番組には1995年4月7日以来、24年ぶりの出演であり、ソロとしては初。
- 2021年4月23日、Eテレ『SWITCHインタビュー 達人達』に出演。櫻井を"神様"と称しファンであることを公言しているヒロシとの対談に応じた[6]。
- 2022年8月4日、新型コロナウィルスに感染し、ファンクラブ限定ツアー『FISH TANK × LOVE & MEDIA PORTABLE ONLY LIVE』のうち3公演を2023年1月に延期[7]。
- 2022年10月7日、初のラジオレギュラー番組『THE MUSIC OF NOTE「BUCK-TICK 櫻井敦司とくるみちゃんの部屋』（12月30日までの3カ月限定〈毎週金曜日21：00 - 22：00、全9月1日(金)愛知13回予定〉、FM COCOLO）放送開始。共演はちわきまゆみ[8][9]。 2023年8月31日、コロナ感染症と診断され、翌9月1日(金)愛知公演が開催見送りとなった。
- 2023年10月19日23時9分、脳幹出血のため病院で死去した[2][1]。57歳没。同日、KT Zepp Yokohamaで行われていた公演で1曲目を歌い終えたところでふらつき、3曲目「絶界」を歌い終えたところでスタッフの助けを借りて退場し中断、櫻井は病院に搬送され、同日と翌20日の公演の開催見送りが発表されていた[10][11][12]。
- 2023年、第65回日本レコード大賞特別功労賞を受賞した[13]
- 2023年12月11日、アルバム『愛の惑星』とこれまで未配信だったシングル3作「SACRIFICE」「胎児/SMELL」「惑星 Rebirth」の、配信及びサブスクリプションサービスを解禁[14][15]。
- 2023年12月29日、2004年6月にリリースされた唯一のソロアルバム『愛の惑星』が、2023年最新リマスター盤SHM-CD仕様として2024年3月7日に発売予定であることが発表された[16][17]。
- 2024年3月7日、『愛の惑星』リマスター盤SHM-CD及び、LP2枚組アナログ盤が同時リリースされた。

## 人物

### バンド内において
- バンド内では主に作詞を担当し、幅広い音楽性の内包された楽曲を独特の簡潔な抽象性でまとめる役割を担っている。
- 作曲に携わった例はほとんどなく「今井やヒデが曲を持ってこないと詞は書けない。自分はあくまで待つ側の立場。今井とヒデはミュージシャン。俺はバンドマン」と語っている。
  - 過去に櫻井自身が作曲したものは、インディーズ時代のBUCK-TICKのアルバム『HURRY UP MODE』収録の「PROLOGUE」（インストゥルメンタル）と「PLASTIC SYNDROME TYPE II」（作詞は今井）の2曲のみである。また今井と共同作曲したもので『Six/Nine』の「デタラメ野郎」がある[注 2]。

### 生い立ち
- 2人兄弟の次男。
  - 自身のルーツであると語る父親とは、顔立ちが似ており誕生日も血液型も同じ。父親は「不器用で愛情表現が苦手だった」人物であり、母親や自身に家庭内暴力を振るうことも度々あった。高校時代には体も大きくなったことで父親を殴ってやろうと考えもしたが、「殴ったら全てが壊れてしまうんじゃないか」と思い、実行できなかったという。また同時期に父は飲酒が祟って入院も経験しているが、退院後も酒を止めることが出来ず自暴自棄のような状態になっていったという[19]。
  - 父は櫻井が18歳の時に[注 3]、母はBUCK-TICKがブレイクし多忙を極めていた1990年に亡くなっている[20]。『JUPITER』と『さくら』の歌詞は、他界した母への想いを綴ったものである[20]。
  - バンド活動が充実し始めた時期と父の他界が重なり、母への気兼ねから上京を躊躇っていたが、櫻井の胸中を察した母が後押ししたことで当時の職場を退職し上京を果たした[19]。
  - 2歳上の兄がいる。櫻井が上京した前後の時期から絶縁状態となったが、後年和解し、1994年に櫻井が「笑っていいとも」のテレフォンショッキングに出演した際には兄より花環が贈られている。
- 本人曰く幼少期はとにかく目立つことが苦手で、何をするにも意思表示をしなかった一方、そんな自分がいやでしょうがないのに、それを変えようともしない無気力で子供らしくない子供だった。足が速かったものの、「怒られるのもイヤだったし、その逆でほめられるのもあんまり好きじゃない」ことから、野球やサッカーにも興味が向かなかった。通知表には毎回「協調性がない」「何を考えているのかわからない」と書かれていたという。小学校時代に好きだった教科は図画工作で、写生大会で2年時に金賞、3年時に銀賞を受賞している[19]。
- 群馬県立藤岡高等学校出身。高校時代は友人のほとんどが他校や年上の人物だったため、学校にいる間は一言も口を利かない日も多かったという。しかし高校3年次に友人が傷害事件を起こし収監されたことで、グループは空中分解してしまう。その後は同校の生徒とも交流するようになり、その中の1人に今井の実家「今井商店」へと連れて行かれる。これがヤガミトール以外のメンバーとの出会いとなる。のちに今井たちとBUCK-TICKの前身バンドである『非難GO-GO』を結成[19]。
- 高校卒業後、一旦地元の自動車部品メーカーに就職。上述のように父の他界後に退職し上京。上板橋[21]の友人の家に身を寄せ、新宿界隈の婦人靴売場でアルバイトをしながらバンド活動を続ける。
- バンド初期はドラムを担当していたが、ストレートなパンクロックからの転換を迎えていたバンドとの音楽的アプローチの齟齬により、当時のボーカリストが脱退したことでボーカルへと転向。後任のドラムには樋口豊の実兄ヤガミを迎えた。
  - ボーカルに興味を持ったのは、テレビなどで様々なボーカリストを観ていて次第に「俺ならもっと良く魅せられるのに」と想うようになり、日に日にボーカリストへの熱意が強くなっていったという。しかし当時のBUCK-TICKには非難GO-GO時代からのボーカリスト・アラキが存在した為、ボーカルの穴が空いていたヤガミのバンド『S.P（スポッツ）』へボーカリストとしての加入をヤガミへ打診するも、断られている[19]。
  - 程なくしてアラキの脱退が決定した際、櫻井が「俺にボーカルをやらせてほしい」と熱望したという。当初、今井は新たなボーカリストを迎える算段をとっていたが、櫻井の熱意が想像以上に強かったことから最終的に受け入れる運びとなった[19]。
  - 星野英彦は当時を振り返り「今井さんは、櫻井さんがボーカルやるのは想像すらしてなかったみたい。でも『絶対、俺がボーカルやった方がいい』って強く主張するんですよ。珍しく。全員がそれに押し切られた感じでしたね。あんな櫻井さん、初めて見たから」と語っている[21]。
  - 櫻井曰くこの一件は「ずっと周りに流されて生きてきた自分が生まれて初めてした自己主張」であり「初めて心の底から湧き上がってきた衝動」だったという[19][22]。
- 2004年、デビュー17年目にソロ活動を開始し、国内外のニュー・ウェイヴ、オルタナティヴ・ロックの旧知の仲であるミュージシャンを招いて、シングル三枚、アルバム一枚、ライブDVDを一年強の間にリリースする。また北村龍平監督の中編映画『LONGINUS』、写真集『SACRIFICE photo and frame』、詩集『夜想』と、音楽媒体にとどまらない活動をみせた。

### その他
- デヴィッド・ボウイ、DEAD END、DER ZIBETなどの他、バウハウスをはじめとしたゴシック・ロックなどを愛好している。
  - ソロアルバム『愛の惑星』に伴うツアーではボウイの「Space Oddity」のカヴァーを披露した。
  - 2006年にCreature Creatureでカムバックを遂げたMORRIEとは前年に出された『ECTOPLASM』にライナーノーツを寄稿した他『音楽と人』で対談を果たし、ISSAYとはDER ZIBET・ISSAYのソロ・そしてBUCK-TICKとそれぞれの楽曲で共演しており、『TABOO』や『悪の華』などバブル期のバンドの音楽性には櫻井のゴシック・ロック志向が反映されているなど、自身にも大きな影響を与えている。
  - 音楽の原体験として、幼少期に地元デパートで開催された山本リンダの歌謡ステージに「見てはいけないものを見てしまったかのような衝撃を受けた」と語っている[22]。
- 無類の愛猫家で、ファンクラブの会報やバンドのオフィシャルサイトには愛猫（くるみちゃん、まるちゃん）の写真が頻繁に掲載されている。また、ツアーグッズでも愛猫をモチーフとしたグッズが制作されている。しかしながら、櫻井自身は猫アレルギーである[23]。
- 他のBUCK-TICKのメンバー同様、大の愛酒家でもあり、バローロなどの赤ワインや焼酎、バーボンなどを好みとして挙げている。
- 料理が苦手である。「暑いのでカレーでも食って汗を出そう」と思いカレーを作ったが、焦がして失敗して捨てたことがある[24]。
- 車の運転は、以前はマニュアル車のみで「オートマ車は面倒くさく、黙っていても進んでしまうのでおっかない」と話していたが[24]、ラジオ番組「BUCK-TICK 櫻井敦司とくるみちゃんの部屋」第2回では「今ではオートマしか乗れない、楽でございます」と語った。またヤガミ曰く「運転が上手い」とのこと[25]。
- 「俺は足が速い」とファンクラブ会報心理テストコーナーの回答の時に話している[26]。
- プチ鉄道マニアを自称している。[27]

## THE MORTAL
2015年に始動したソロプロジェクト名称。作詞は櫻井、作曲をバンドメンバーが担当し、5人の固定メンバーでアルバム制作とツアーを行った。表記はすべて大文字で、ロゴではTHEのみフォントサイズが小さい。

### バンドメンバー
- 櫻井敦司 - Vo.
- Jake Cloudchair（ex. Guniw Tools） - Gt.
- 村田有希生（my way my love） - Gt.
- 三代堅（ex. M-AGE） - Ba.
- 秋山タカヒコ（downy） - Dr.

### 作品

#### DVD、Blu-ray
- IMMORTAL（2016年3月9日） - 2015年11月26日：NHKホール公演を全曲収録。初回版のみCD2枚組ライブ音源付き。

### ライブ
- TOUR THE MORTAL 2015（2015年11月16日：大阪なんばHatch、11月17日：大阪オリックス劇場、11月19日：東京新木場STUDIO COAST、11月25日・26日：東京NHKホール）
  - 2015年11月23日 - タワーレコード渋谷店B1「CUTUP STUDIO」でイベント（ミニライブ）※Mini Album「Spirit」とAlbum「I AM MORTAL」の購入者から抽選 抽選券の配布はタワーレコード8店舗

## エピソード
- 1985年ごろにパーティーの席で、高校のOBであり当時BOØWYのボーカルでデビューしていた氷室京介から「お前、顔が良いからボーカルやった方がいいよ」と言われた逸話がある。ただしこのことがボーカル転向への直接のきっかけとなった訳ではないと本人は語っている。
- インディーズ時代のBUCK-TICKのライブにて、あと20秒ほどでステージに上がるという状況の時に、ローディーが櫻井の衣装について小言を漏らしたため、それを聞いていた櫻井は意地になって楽屋に戻り、衣装を総替えしたというエピソードがある。そのため今井が1曲目の「FLY HIGH」のイントロを5分ほど弾き続けなければならない羽目になったという。のちに今井はバンドの衝撃事件として「イントロ弾き続け事件」と称している[28]。

## 作品

### シングル
1. SACRIFICE（2004年5月26日）
2. 胎児/SMELL（2004年7月21日）
3. 惑星 -Rebirth-（2005年2月23日）

### アルバム
1. 愛の惑星（2004年6月23日、2024年3月7日〈リマスター盤〉）

### DVD
1. LONGINUS（2004年8月25日） - 北村龍平監督による初主演ショートムービー
2. -EXPLOSION-愛の惑星Live2004（2004年12月16日）

### その他
- Various Artists 『DANCE 2 NOISE 002』 - 初のソロ曲「予感」オランダのゴシックロックバンドXYMOX（現CLAN OF XYMOX）と収録（のちにリミックスしてソロアルバムに収録）
- 土屋昌巳 『森の人 Forest People』 - 「真夏の夜の森」、「小さな森の人」の作詞・ボーカルを担当
- ISSAY 『FLOWERS』 - 「恋のハレルヤ」にボーカルで参加
- DER ZIBET 『思春期II』 - 「マスカレード」にボーカルで参加
- PIG 『NO ONE GETS OUT OF HER ALIVE』 - 「NO ONE GETS OUT OF HER ALIVE」、「CONTEMPT」にコーラスで参加
- 栗山千明 『CIRCUS』 - 「深海」の作詞を担当 （同曲に星野英彦もギター、作曲、編曲、プロデュースで参加）
- 氣志團『万謡集』 - 「恋するクリスチーネ」の作詞を櫻井が、作曲を今井寿が担当
- 椎名林檎 『三毒史』 - 「駆け落ち者」にボーカルで参加

## 書籍

### 写真集
- SACRIFICE（2004年7月20日、ぴあ）ISBN 978-4-83560-948-5
- 櫻井敦司 Live写真集（通信販売限定商品）

### 詩集
- 夜想（2004年7月14日、シンコーミュージック）ISBN 978-4-40172-101-6

### 関連本
- 櫻井敦司読本（2025年4月30日、シンコーミュージック・エンタテイメント）ISBN 978-4-40177-246-9 - 音楽雑誌『ROCK AND READ』に掲載されたインタビュー記事や写真、ライブレポートなどを収録 [29][30]